# Alegría (Soundtrack)
Alegría (Spanisch für: Freude) ist der Soundtrack und zur gleichnamigen Show des Cirque du Soleil.
Der Text besteht zu Teilen aus spanischer, englischer und italienischer Lyrik.
Die Musik von Alegría wurde am 27. September 1994 als Studioalbum veröffentlicht. Produziert von Robbi Finkel, ist sie bis heute das meistverkaufte Album des Cirque du Soleil, das weltweit mehr als 500.000 Mal verkauft wurde. Robbi Finkel und René Dupéré wurden bei den Grammy Awards 1996 als beste Arrangeurs nominiert. Das Album wurde 1995 für mehrere Félix Awards nominiert und gewann zwei davon: Producer of the Year (Robbi Finkel und René Dupéré) und Sound Mixer of the Year (Rob Heaney). Alegría war auch 65 Wochen lang in den Billboard-Charts vertreten.
Den Lead-Gesang übernahm die französisch-kanadische Opernsängerin Francesca Gagnon.
Seit seiner ursprünglichen Veröffentlichung sind mehrere Versionen des Soundtracks aufgenommen worden. Zwei Tracks mit den Titeln Cerceaux und Malioumba wurden bei Live-Shows während der Saison 2001 in Sydney aufgenommen. Im Jahr 2002 wurde der Alegria-Soundtrack von Cirque du Soleil Musique Inc. erneut aufgenommen. 1995 wurde eine limitierte Mitarbeiteredition, Alegría - Live at Fairfax, für die Künstler und die Crew der Produktion erstellt. Diese Sonderausgabe enthält die gesamte Partitur auf CD und gilt als Sammlerstück.